# روبرتو جوليو دي فيغويريدو
روبرتو جوليو دي فيغويريدو (20 فبراير 1979 في مارينغا في البرازيل – )؛ هو لاعب كرة قدم سابق كان يلعب كلاعب وسط.

## وصلات خارجية
- روبرتو جوليو دي فيغويريدو على موقع رابطة كرة القدم اليابانية للمحترفين (اليابانية)
- روبرتو جوليو دي فيغويريدو على موقع قاعدة بيانات كرة القدم.إي يو (الإنجليزية)
- روبرتو جوليو دي فيغويريدو على موقع Soccerway.com (الإنجليزية)
- روبرتو جوليو دي فيغويريدو على موقع عالم كرة القدم.نت (الإنجليزية)